# Desenho urbano

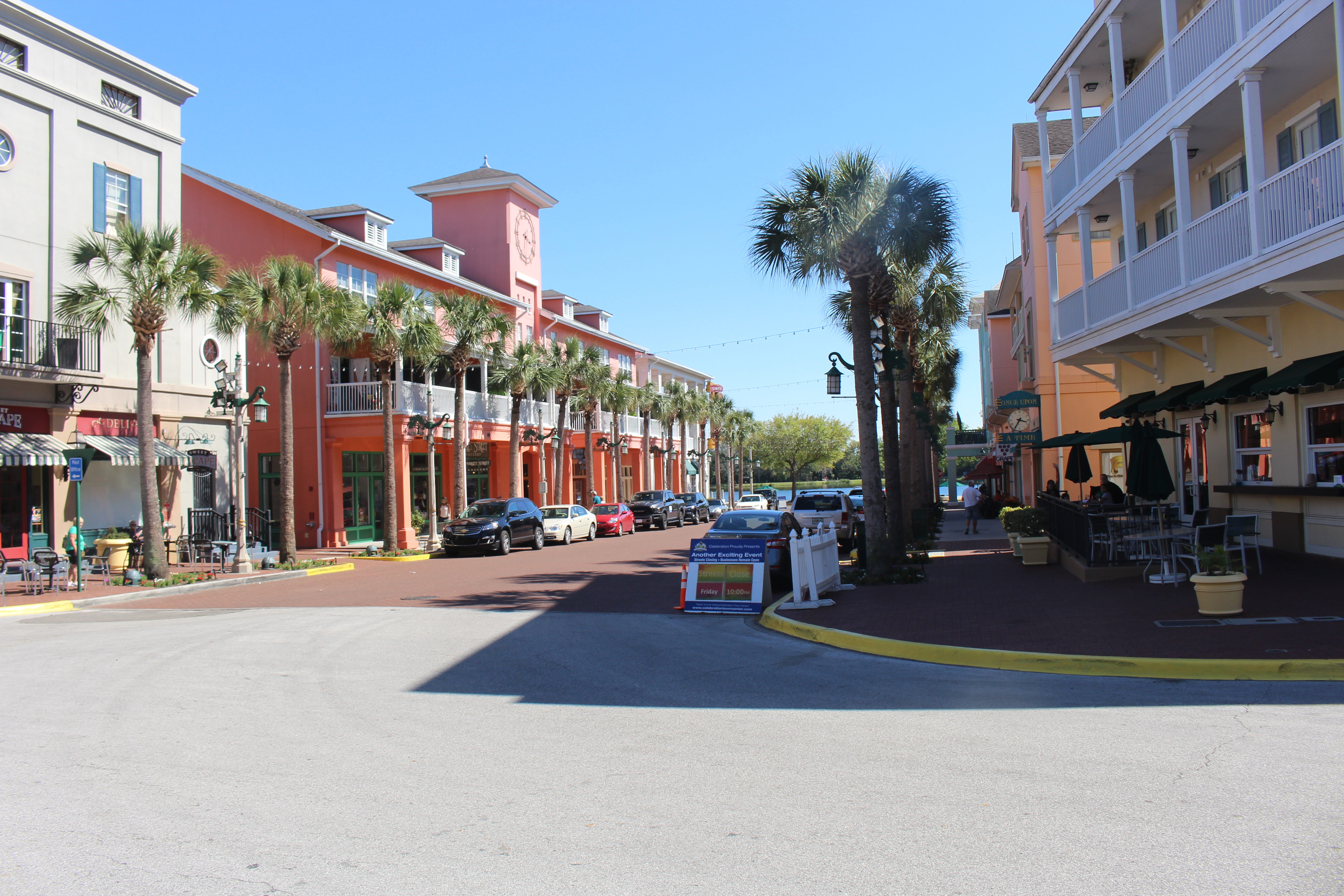
Celebration, na Flórida.

Desenho ou design urbano é o processo de projetar e moldar as características físicas das cidades, vilas e aldeias. Em contraste com a arquitetura, que se concentra no design de edifícios individuais, o design urbano lida com a maior escala de grupos de edifícios, ruas e espaços públicos, bairros e distritos inteiros e cidades inteiras, com o objetivo de tornar as áreas urbanas funcionais, atraentes e sustentável.
O design urbano é um campo interdisciplinar que utiliza elementos de muitas profissões do ambiente construído, incluindo arquitetura de paisagem, planejamento urbano, arquitetura, engenharia civil e engenharia municipal.